# Carlo Cokxxx Nutten 4
Carlo Cokxxx Nutten 4, auch bekannt als CCN4, ist ein Kollaborationsalbum der beiden deutschen Rapper Bushido und Animus, welches am 20. Dezember 2019 über Bushidos Label ersguterjunge erschien.

## Hintergrund
Das Album stellt den insgesamt fünften Teil in der Carlo Cokxxx Nutten-Albumreihe dar. Zuvor veröffentlichte Bushido bereits zwei Alben gemeinsam mit dem Rapper Fler (Carlo Cokxxx Nutten, 2002 und Carlo Cokxxx Nutten 2, 2009), sowie eines gemeinsam mit Saad (Carlo Cokxxx Nutten II, 2005). Das Album Carlo Cokxxx Nutten 3, welches 2015 erschien, war ein Soloalbum, welches von Bushido im Alleingang veröffentlicht wurde. Hintergrund waren vorhergehende Streitigkeiten zwischen Bushido und Fler. Am 29. August 2019 kündigte Bushido via Instagram das Album Carlo Cokxxx Nutten 4 an. Dabei war lange unklar, ob es sich erneut um ein Soloalbum handelt oder ob Bushido das Album gemeinsam mit einem anderen Künstler veröffentlichen würde.
Mit der Veröffentlichung der ersten Singleauskopplung Ronin am 20. September 2019 gab Bushido letztendlich bekannt, das Album gemeinsam mit dem Rapper Animus zu veröffentlichen.
Neben der normalen Version auf CD erschien das Album auch als Deluxe-Box mit einem Pullover, Poster, Sticker und Comic, sowie der EP Katharsis von Animus mit zehn Songs.

## Titelliste
| #  | Titel                   | Produktion                 | Länge |
| -- | ----------------------- | -------------------------- | ----- |
| 1  | Ronin (Interlude)       | Bushido, Gorex             | 0:23  |
| 2  | Ronin                   | Bushido, Gorex             | 2:44  |
| 3  | Blutiger Pfad           | Bushido, Gorex & Alex Dehn | 2:32  |
| 4  | Comer See               | Bushido, Gorex             | 2:34  |
| 5  | Okzident                | Bushido, Gorex             | 3:18  |
| 6  | Gesegnet                | Bushido, Gorex             | 2:53  |
| 7  | Sonny Black (Interlude) | Bushido, Gorex             | 0:56  |
| 8  | Lichter der Stadt       | Bushido, Gorex & Alex Dehn | 2:32  |
| 9  | Ghetto Electro          | Bushido, Gorex & Alex Dehn | 2:59  |
| 10 | Unterste Schublade      | Bushido, Gorex             | 2:27  |
| 11 | Renegade                | Bushido, Gorex             | 2:51  |
| 12 | Prinzipien              | Bushido, Gorex & Alex Dehn | 2:37  |
| 13 | Sternstaub              | Bushido, Gorex             | 2:28  |
| 14 | Epilog                  | Bushido, Gorex             | 1:58  |

| #  | Titel                 | Gastbeiträge | Produktion     | Länge |
| -- | --------------------- | ------------ | -------------- | ----- |
| 1  | 4AM in Bangkok 130819 |              | Gorex          | 2:38  |
| 2  | Auf der Strasse       |              | Alex Dehn      | 2:50  |
| 3  | Jahannam              |              | Gorex          | 3:00  |
| 4  | Misanthropie          | Bushido      | Bushido, Gorex | 2:36  |
| 5  | Stempel               |              | Alex Dehn      | 2:56  |
| 6  | Sternendach           |              | Gorex          | 3:01  |
| 7  | Nackt                 |              | Gorex          | 2:45  |
| 8  | Dieser Song           |              | Gorex          | 3:00  |
| 9  | Kopfkino              |              | Gorex          | 2:40  |
| 10 | 4AM in Berlin 130919  |              | Alex Dehn      | 2:46  |

## Rezeption
Carlo Cokxxx Nutten 4 stieg am 27. Dezember 2019 auf Platz 1 in die deutschen Albumcharts ein und konnte sich sechs Wochen in den Top 100 halten. Auch in der Schweiz erreichte der Tonträger die Chartspitze, in Österreich platzierte er sich auf dem elften Rang.
Yannik Gölz vom Online-Musikmagazin Laut.de bewertete das Album mit einem von fünf möglichen Punkten und bezeichnete das Werk als „musikalisch öde, inhaltlich vage und so formelhaft, dass es schmerzt“. Er kritisierte die Monotonie des Albums, die durch die gleichförmig klingenden Beats und den vorhersehbaren Aufbau der einzelnen Lieder entstehe.